# Jan Szturc (meteorolog)
Jan Szturc (ur. 1955 w Katowicach) – polski meteorolog, hydrolog, historyk protestantyzmu na ziemiach polskich, działacz luterański.

## Praca zawodowa i aktywność naukowa
Absolwent studiów fizycznych na Uniwersytecie Śląskim w 1980 r. Początkowo był zatrudniony w Zakładzie Fizyki Ciała Stałego PAN w Zabrzu, a następnie od 1983 r. w Instytucie Meteorologii i Gospodarki Wodnej (IMGW-PIB). W 1991 r. uzyskał w IMGW na podstawie rozprawy pt. Metodyka badań hydrologicznych w rejonie uprzemysłowionym (na przykładzie G.O.P.-u) stopień doktora nauk technicznych w zakresie kształtowania środowiska, specjalność: hydrologia. Natomiast w 2011 r. Rada Wydziału Nauk o Ziemi Uniwersytetu Śląskiego w Katowicach na podstawie dorobku i dzieła pt. Niepewność w radarowych pomiarach opadu z punktu widzenia hydrologii nadała mu stopień naukowy doktora habilitowanego nauk o Ziemi w zakresie geografii, specjalności: hydrologia, meteorologia. Obecnie jest profesorem IMGW-PIB i kierownikiem Zakładu Nowcastingu. Czasowo był również zatrudniony w Instytucie Ochrony i Inżynierii Środowiska Akademii Techniczno-Humanistycznej w Bielsku-Białej. Od 2012 r. jest członkiem Rady Naukowej IMGW-PIB.
Był wykonawcą i kierownikiem kilku europejskich programów badawczych, m.in. w ramach COST, Programów Ramowych (FP) i Europejskiego Funduszu Rozwoju Regionalnego, a także krajowych. Brał aktywny udział w wielu konferencjach, z zakresu zwłaszcza meteorologii i hydrologii radarowej oraz estymacji i prognoz opadu. Od 2014 r. jest członkiem Komitetu Doradczego Naukowo-Technicznego (STAC) organizacji EUMETNET, skupiającej europejskie narodowe służby meteorologiczne. Jest autorem ok. 100 publikacji naukowych oraz recenzentem czasopism zagranicznych i krajowych.

## Działalność społeczna
Jest członkiem Zarządu Głównego Polskiego Towarzystwa Ewangelickiego (PTEw) w latach 1991-2002 i ponownie od 2007 r., w którym pełnił m.in. funkcje wiceprezesa (1991-1999, 2007-2011 i od 2019) i sekretarza (1999-2002). Był współzałożycielem Oddziału PTEw w Katowicach i jego przewodniczącym w latach 1987-1995 oraz 2002-2011. W latach 1997–2002 był redaktorem naczelnym kwartalnika „Myśl Protestancka”, zaś w latach 2003-2008 kwartalnika Diecezji Katowickiej Kościoła Ewangelicko-Augsburskiego „Ewangelik”. W latach 2007–2012 był członkiem Synodu Kościoła Ewangelicko-Augsburskiego w Polsce. Zajmuje się także publicystyką historyczną.

## Wybrane publikacje zawodowe
- Hydrologia stosowana w zarysie, Bielsko-Biała 1995
- Teledetekcja satelitarna i radarowa w meteorologii i hydrologii, Bielsko-Biała 2004
- Niepewność w radarowych pomiarach opadu z punktu widzenia hydrologii, Warszawa 2010

Ponadto jest autorem artykułów w czasopismach naukowych, m.in. "Physics and Chemistry of the Earth", "Meteorology and Atmospheric Physics", "Natural Hazards and Earth System Sciences", "Atmospheric Science Letters", "Meteorological Applications", "Proceedings of the International Association of Hydrological Sciences", "Meteorology Hydrology and Water Management", "Atmospheric Research".

## Wybrane publikacje z historii protestantyzmu
- Ks. J. i F. Schleiermacherowie i ich czasy. Materiały sesji popularnonaukowej, (red.) Katowice 1994
- Luteranie w Górnośląskim Okręgu Przemysłowym. Bytom, Miechowice, Gliwice, Zabrze, Biskupice, Chorzów, (wspólnie z Grażyną Szewczyk), Katowice 1995.
- Ewangelicy w Polsce. Słownik biograficzny XVI-XX wieku, Bielsko-Biała 1998, ISBN 83-85970-50-9.
- Tymczasowa Rada Kościelna Ewangelickiego Kościoła Unijnego na Górnym Śląsku (1937-1939), Katowice 2003, ISBN 83-917580-5-2.
- Wkład ewangelików w rozwój Katowic i Górnego Śląska. 150 lat parafii ewangelickiej w Katowicach, (red.) Katowice 2004
- Dzieje literatury polsko-ewangelickiej na Górnym Śląsku, (red.) Katowice 2006.
- Matka Ewa z Miechowic. Ewa von Tiele-Winckler (1866-1930), (red.) Katowice 2006.
- Stowarzyszenia społeczno-kulturalne w polskim ewangelicyzmie, Warszawa 2006.
- Ewangelicy na Górnym Śląsku w ruchu oporu wobec hitleryzmu i stalinizmu (1939-1956), (red.) Katowice 2007.
- Ewangelicki Kościół Zmartwychwstania Pańskiego w Katowicach. 150-lecie poświęcenia Kościoła, (red.) Katowice 2008.
- Rozmowy z ewangelikami początku wieku, Katowice 2008.
- Wkład ewangelików w obronę polskości w Katowicach i na Górnym Śląsku w latach 1919-1939, (red.) Katowice 2009.
- Dorobek kulturowy ewangelicyzmu w Europie Środkowo-Wschodniej. Materiały z sesji popularnonaukowej, (red.) Katowice 2012.
- Działalność Polskiego Towarzystwa Ewangelickiego 1919 – 1983 – 2019, Katowice 2019, ISBN 978-83-942312-1-7.